# Nati nel 1995/Maggio
| Questa pagina contiene informazioni ricavate automaticamente dalle voci biografiche con l'ausilio del template Bio e di un bot. L'aggiornamento è periodico e automatico e ricostruisce completamente la pagina. Se manca una persona in questa lista, sei pregato di non aggiungerla, ma accertati piuttosto che la sua voce biografica contenga il template Bio e che i dati anagrafici siano correttamente compilati. Se il template Bio manca, inseriscilo tu stesso o, in alternativa, metti l'avviso {{tmp\|Bio}} che ne segnala la mancanza. Se i dati riportati sono sbagliati, correggi direttamente la voce biografica; le modifiche saranno visibili in questa lista entro pochi giorni. Per chiarimenti vedi il progetto biografie. La lista contiene solo le 493 persone che sono citate nell'enciclopedia e per le quali è stato implementato correttamente il template Bio. Pagina aggiornata al 18 ago 2025. |

- 1º maggio - Zachary Blair, giocatore di football americano statunitense
- 1º maggio - Artie Burns, giocatore di football americano statunitense
- 1º maggio - Andressa Cavalari Machry, calciatrice brasiliana
- 1º maggio - Marcus Gerd, giocatore di calcio a 5 e calciatore svedese
- 1º maggio - Clàudia Guri, altista, lunghista e astista andorrana
- 1º maggio - Joarlem Batista Santos, calciatore brasiliano
- 1º maggio - Bevis Mugabi, calciatore inglese
- 1º maggio - Arisa Matsubara, calciatrice giapponese
- 1º maggio - Serigne Niang, calciatore senegalese
- 1º maggio - Márió Németh, calciatore ungherese
- 1º maggio - Preslav Petrov, ex calciatore bulgaro
- 1º maggio - Mohamed Queta, cestista francese
- 1º maggio - Josh Andrés Rivera, attore statunitense
- 1º maggio - Falaye Sacko, calciatore maliano
- 1º maggio - Jake Smith, hockeista su ghiaccio canadese
- 2 maggio - Dylan Connolly, calciatore irlandese
- 2 maggio - Lucy Dacus, cantautrice statunitense
- 2 maggio - Jessica Favre, tuffatrice svizzera
- 2 maggio - Shōta Kaneko, calciatore giapponese
- 2 maggio - Kelsey Lewis, attrice statunitense († 2024)
- 2 maggio - Cristina Merli, calciatrice italiana
- 2 maggio - Ljubomir Mladenovski, cestista macedone
- 2 maggio - Thabo Nodada, calciatore sudafricano
- 2 maggio - Aldila Sutjiadi, tennista indonesiana
- 2 maggio - Jhon Velásquez, calciatore colombiano
- 2 maggio - Wang Xindi, sciatore freestyle cinese
- 2 maggio - David Wells, giocatore di football americano statunitense
- 2 maggio - Jordan Willis, giocatore di football americano statunitense
- 2 maggio - Yook Sung-jae, cantante, attore e conduttore televisivo sudcoreano
- 3 maggio - Gina Bass, velocista gambiana
- 3 maggio - Endy Bernadina, calciatore olandese
- 3 maggio - Andrew Brody, calciatore statunitense
- 3 maggio - Celeste Buckingham, cantautrice svizzera
- 3 maggio - Ivan Bukavšin, scacchista russo († 2016)
- 3 maggio - Katie Chang, attrice statunitense
- 3 maggio - Zoé De Grand Maison, attrice canadese
- 3 maggio - Anwar El Ghazi, calciatore olandese
- 3 maggio - Santiago Giordana, calciatore argentino
- 3 maggio - Marko Jondić, calciatore serbo
- 3 maggio - Issa Lish, modella messicana
- 3 maggio - Austin Meadows, giocatore di baseball statunitense
- 3 maggio - Ramon Menezes Roma, calciatore brasiliano
- 3 maggio - Sara Nilsson, calciatrice svedese
- 3 maggio - Rasmus Peetson, calciatore estone
- 3 maggio - AriBeatz, produttore discografico tedesco
- 3 maggio - Rochinha, calciatore portoghese
- 3 maggio - Emma Seligman, regista e sceneggiatrice canadese
- 3 maggio - Zach Sobiech, cantautore statunitense († 2013)
- 3 maggio - Sukanya Srisurat, sollevatrice thailandese
- 3 maggio - Senbere Teferi, mezzofondista e maratoneta etiope
- 3 maggio - Yoo Joo-eun, attrice sudcoreana († 2022)
- 4 maggio - Saša Brezovnik, ex sciatrice alpina slovena
- 4 maggio - Martin Ellingsen, calciatore norvegese
- 4 maggio - Ricardo Henrique Schuck Friedrich, calciatore brasiliano
- 4 maggio - Chris Ikonomidis, calciatore australiano
- 4 maggio - Raibu Katayama, snowboarder giapponese
- 4 maggio - Alex Lawther, attore britannico
- 4 maggio - Giulia Leni, ex ginnasta italiana
- 4 maggio - Edis Maliḱi, calciatore macedone
- 4 maggio - Makai Mason, cestista tedesco
- 4 maggio - Shameik Moore, attore, rapper e ballerino statunitense
- 4 maggio - Johnathan Motley, cestista statunitense
- 4 maggio - Jérémie Mouiel, pallavolista francese
- 4 maggio - Fabian Piasecki, calciatore polacco
- 4 maggio - Patrick Puchegger, calciatore austriaco
- 4 maggio - Aldo Teqja, calciatore albanese
- 4 maggio - Darius Thompson, cestista statunitense
- 5 maggio - Walter Bwalya, calciatore congolese (Repubblica Democratica del Congo)
- 5 maggio - Chico, calciatore brasiliano
- 5 maggio - James Conner, giocatore di football americano statunitense
- 5 maggio - James Connor, tuffatore australiano
- 5 maggio - Filip Dangubić, calciatore croato
- 5 maggio - Eirik Greibrokk Dolve, astista norvegese
- 5 maggio - Devon Gearhart, attore statunitense
- 5 maggio - Niels Hintermann, sciatore alpino svizzero
- 5 maggio - Kyra Holt, pallavolista statunitense
- 5 maggio - Kevin King, giocatore di football americano statunitense
- 5 maggio - Henrik Löfkvist, ex calciatore svedese
- 5 maggio - Anas Mahmoud, cestista egiziano
- 5 maggio - Kevin Mejía, lottatore honduregno
- 5 maggio - Alexis Miellet, mezzofondista francese
- 5 maggio - Moustapha Name, calciatore senegalese
- 5 maggio - André Pereira, calciatore portoghese
- 5 maggio - Ross Pierschbacher, giocatore di football americano statunitense
- 5 maggio - Raman Pratasevič, attivista e giornalista bielorusso
- 5 maggio - Katherine Stewart-Jones, fondista canadese
- 5 maggio - Thomas du Toit, rugbista a 15 sudafricano
- 5 maggio - Andrea Vavassori, tennista italiano
- 5 maggio - Praxitelīs Vouros, calciatore greco
- 5 maggio - Ibrahima Wadji, calciatore senegalese
- 6 maggio - Nemanja Antonov, calciatore serbo
- 6 maggio - Iván Colman, calciatore argentino
- 6 maggio - Sekou Gassama, calciatore spagnolo
- 6 maggio - Flavio Giannotte, schermidore lussemburghese
- 6 maggio - Oscar Johansson Schellhas, calciatore svedese
- 6 maggio - Marcus Keene, cestista statunitense
- 6 maggio - Josh Laurent, calciatore inglese
- 6 maggio - Lucas Evangelista, calciatore brasiliano
- 6 maggio - Dar'ja Maslova, mezzofondista e maratoneta kirghisa
- 6 maggio - José Joaquín Matos García, calciatore spagnolo
- 6 maggio - Marko Pjaca, calciatore croato
- 6 maggio - Óscar Rodríguez, ciclista su strada spagnolo
- 6 maggio - Maximilian Rossmann, calciatore tedesco
- 6 maggio - Malte Schwenzfeier, bobbista tedesco
- 6 maggio - Tiera Skovbye, attrice canadese
- 6 maggio - Thomas Ville, cestista francese
- 6 maggio - Mudathir Yahya, calciatore tanzaniano
- 6 maggio - Zheng Yixin, pallavolista cinese
- 7 maggio - Ahmad Abu Al-Soud, ginnasta giordano
- 7 maggio - Luke Bezzina, velocista maltese
- 7 maggio - Llywelyn Cremona, calciatore maltese
- 7 maggio - Seko Fofana, calciatore ivoriano
- 7 maggio - Zane Gonzalez, giocatore di football americano statunitense
- 7 maggio - Nicolás Guirin, calciatore uruguaiano
- 7 maggio - Jack Hendry, calciatore scozzese
- 7 maggio - Fred Kerley, velocista statunitense
- 7 maggio - Kevin O'Connor, calciatore irlandese
- 7 maggio - Stivăn Petkov, calciatore bulgaro
- 7 maggio - Keisuke Saka, calciatore giapponese
- 7 maggio - Anders Skaarseth, ciclista su strada norvegese
- 7 maggio - Yuri Mamute, calciatore brasiliano
- 7 maggio - Veronika Vernadskaja, attrice russa
- 7 maggio - Alex Washington, calciatore americo-verginiano
- 8 maggio - Vilius Armanavičius, calciatore lituano
- 8 maggio - Ali Arsalan, lottatore iraniano
- 8 maggio - Jeppe Brinch, calciatore danese
- 8 maggio - Shayla Cooper, cestista statunitense
- 8 maggio - Tananai, cantautore e produttore discografico italiano
- 8 maggio - Aubrey Dawkins, cestista statunitense
- 8 maggio - Luiz Fernando, calciatore brasiliano
- 8 maggio - Ashley Jiménez, pallavolista portoricana
- 8 maggio - Kim Hye-jun, attrice sudcoreana
- 8 maggio - Lars Kuonen, ex sciatore alpino svizzero
- 8 maggio - Jeremy Morgan, cestista statunitense
- 8 maggio - Dominik Nagy, calciatore ungherese
- 8 maggio - Khaled Ba Wazir, calciatore emiratino
- 8 maggio - Nicola Sutter, calciatore svizzero
- 8 maggio - Rai Vloet, calciatore olandese
- 8 maggio - Vladyslav Šapoval, calciatore ucraino
- 9 maggio - Khalfan Mubarak, calciatore emiratino
- 9 maggio - Lucas Cano, calciatore argentino
- 9 maggio - Shaboozey, cantante statunitense
- 9 maggio - Liz Clay, ostacolista e velocista australiana
- 9 maggio - Kassidy Cook, tuffatrice statunitense
- 9 maggio - Dominick Cunningham, ginnasta britannico
- 9 maggio - Marcos Curado, calciatore argentino
- 9 maggio - Tuur Dierckx, calciatore belga
- 9 maggio - Stephen Domingo, cestista statunitense
- 9 maggio - Samson Ebukam, giocatore di football americano nigeriano
- 9 maggio - Tommy Edman, giocatore di baseball statunitense
- 9 maggio - Maurice Hurst Jr., giocatore di football americano statunitense
- 9 maggio - Ami Kondo, judoka giapponese
- 9 maggio - Devito, rapper e produttore discografico serbo
- 9 maggio - Timothé Luwawu-Cabarrot, cestista francese
- 9 maggio - Bethany Mead, calciatrice britannica
- 9 maggio - Peter Michorl, calciatore austriaco
- 9 maggio - Andrea Motis, cantante, trombettista e sassofonista spagnola
- 9 maggio - Roman Pidkivka, calciatore ucraino
- 9 maggio - Rafa Soares, calciatore portoghese
- 9 maggio - Grant Austin Taylor, chitarrista, armonicista e cantante statunitense
- 9 maggio - Kōji Toriumi, calciatore giapponese
- 9 maggio - Coraline Vitalis, schermitrice francese
- 10 maggio - Grégoire Amiot, ex calciatore francese
- 10 maggio - Mouhamed Barro, cestista senegalese
- 10 maggio - Nedim Buža, cestista bosniaco
- 10 maggio - Leandro Carvalho da Silva, calciatore brasiliano
- 10 maggio - Devante Cole, calciatore inglese
- 10 maggio - Marcelo Estigarribia, calciatore argentino
- 10 maggio - Jennings Franciskovic, pallavolista statunitense
- 10 maggio - Missy Franklin, ex nuotatrice statunitense
- 10 maggio - Ayed Habashi, calciatore israeliano
- 10 maggio - Jaŭhen Jablonski, calciatore bielorusso
- 10 maggio - Jefferson Baiano, calciatore brasiliano
- 10 maggio - Stéphane Lambese, calciatore francese
- 10 maggio - Jan Lammers, calciatore olandese
- 10 maggio - Tena Lukas, tennista croata
- 10 maggio - Julien Marchand, rugbista a 15 francese
- 10 maggio - Hidemasa Morita, calciatore giapponese
- 10 maggio - Aya Nakamura, cantante maliana
- 10 maggio - Gabriella Papadakis, ex danzatrice su ghiaccio francese
- 10 maggio - Adrian Platzgummer, giocatore di football americano e ex bobbista austriaco
- 10 maggio - Smail Prevljak, calciatore bosniaco
- 10 maggio - Leon Rohde, pistard e ciclista su strada tedesco
- 10 maggio - Karlie Samuelson, cestista statunitense
- 10 maggio - Ellyes Skhiri, calciatore tunisino
- 10 maggio - Loredana Toma, sollevatrice rumena
- 10 maggio - Mikaela Tommy, ex sciatrice alpina canadese
- 10 maggio - Paige Williams, ex calciatrice inglese
- 10 maggio - Alexis Zapata, calciatore colombiano
- 11 maggio - Diego Chávez Collins, calciatore messicano († 2024)
- 11 maggio - Vincenzo Dolce, pallanuotista italiano
- 11 maggio - Shira Haas, attrice israeliana
- 11 maggio - Alberto Maffei, snowboarder italiano
- 11 maggio - Gelson Martins, calciatore portoghese
- 11 maggio - Jan Mejdr, calciatore ceco
- 11 maggio - Robert Power, ex ciclista su strada australiano
- 11 maggio - Ezequias Redín, calciatore uruguaiano
- 11 maggio - Yannick Schmid, calciatore svizzero
- 11 maggio - Ivan Sergeev, calciatore russo
- 11 maggio - A36, rapper svedese
- 11 maggio - Lorenzo Sonego, tennista italiano
- 11 maggio - Sachia Vickery, tennista statunitense
- 11 maggio - Nilüfer Yanya, cantautrice inglese
- 11 maggio - Muhammad as-Sadawi, lottatore tunisino
- 11 maggio - Ronielson da Silva Barbosa, calciatore brasiliano
- 12 maggio - Luke Benward, attore statunitense
- 12 maggio - Tropi, calciatore spagnolo
- 12 maggio - Irina Chromačëva, tennista russa
- 12 maggio - Léa Declercq, calciatrice francese
- 12 maggio - Andrij Dombrovs'kyj, calciatore ucraino
- 12 maggio - Bernard Donovan, calciatore zimbabwese
- 12 maggio - Nicole Doshi, attrice pornografica cinese
- 12 maggio - Matheus Duarte, calciatore brasiliano
- 12 maggio - Kajetan Duszyński, velocista polacco
- 12 maggio - Kenton Duty, attore, ballerino e cantante statunitense
- 12 maggio - Cullen Gillaspia, giocatore di football americano statunitense
- 12 maggio - Enrico Zappoli, pallavolista brasiliano
- 12 maggio - George Horne, rugbista a 15 britannico
- 12 maggio - Yona Knight-Wisdom, tuffatore giamaicano
- 12 maggio - Tamara Korpatsch, tennista tedesca
- 12 maggio - Lim Hyun-chul, pugile sudcoreano
- 12 maggio - Evan Maxwell, cestista statunitense
- 12 maggio - Hannah Starling, tuffatrice britannica
- 12 maggio - Mariusz Stępiński, calciatore polacco
- 12 maggio - Elke Van Gorp, calciatrice belga
- 12 maggio - Lucas Willian, calciatore brasiliano
- 12 maggio - Thaciano, calciatore brasiliano
- 13 maggio - Marcos Júnior, calciatore brasiliano
- 13 maggio - Nathan Cardoso, calciatore brasiliano
- 13 maggio - Taylor John Smith, attore statunitense
- 13 maggio - Alex Paulo Menezes Santana, calciatore brasiliano
- 13 maggio - Ben Moore, cestista statunitense
- 13 maggio - Rasheed Moore, cestista statunitense
- 13 maggio - Yanis Rahmani, calciatore francese
- 13 maggio - Matheus Sales, calciatore brasiliano
- 14 maggio - Nicat Abbasov, scacchista azero
- 14 maggio - Mattia Aramu, calciatore italiano
- 14 maggio - Sunday Abalo, calciatore nigeriano
- 14 maggio - Lasha Dvali, calciatore georgiano
- 14 maggio - Godswill Ekpolo, calciatore nigeriano
- 14 maggio - Kelly Gale, supermodella svedese
- 14 maggio - Emmanuel Hackman, calciatore ghanese
- 14 maggio - Jenelle Jordan, pallavolista statunitense
- 14 maggio - Rose Lavelle, calciatrice statunitense
- 14 maggio - Aerozen, rapper rumeno
- 14 maggio - Thomas Wilder, cestista statunitense
- 14 maggio - Bernardo Fernandes da Silva Junior, calciatore brasiliano
- 15 maggio - Bruce Bvuma, calciatore sudafricano
- 15 maggio - Dragon Lee, wrestler messicano
- 15 maggio - Maximiliano Fornari, calciatore argentino
- 15 maggio - T.J. Green, giocatore di football americano statunitense
- 15 maggio - Gastón Guruceaga, calciatore uruguaiano
- 15 maggio - Reetta Hurske, ostacolista finlandese
- 15 maggio - Shainah Joseph, pallavolista canadese
- 15 maggio - Benji Núñez, calciatore spagnolo
- 15 maggio - Fran Núñez, calciatore spagnolo
- 15 maggio - Davíð Kristján Ólafsson, calciatore islandese
- 15 maggio - Darío Rodríguez Parra, calciatore colombiano
- 15 maggio - Ksenija Sitnik, cantante bielorussa
- 15 maggio - Joachim Sutton, canottiere danese
- 15 maggio - Anas Tahiri, calciatore belga
- 15 maggio - Jakub Wolny, saltatore con gli sci polacco
- 16 maggio - Emiliano Amor, calciatore argentino
- 16 maggio - Danilo Arboleda, calciatore colombiano
- 16 maggio - Halimatu Ayinde, calciatrice nigeriana
- 16 maggio - Giorgia Campana, ex ginnasta italiana
- 16 maggio - Marco Delgado, calciatore statunitense
- 16 maggio - Freddy Fermín, giocatore di baseball venezuelano
- 16 maggio - Haval, rapper svedese
- 16 maggio - Konstantin Kiselëv, pallanuotista russo
- 16 maggio - Tanguy Le Calvé, goista francese
- 16 maggio - Márcio Augusto da Silva Barbosa, calciatore brasiliano
- 16 maggio - Mirko Marić, calciatore croato
- 16 maggio - Leevi Mutru, combinatista nordico finlandese
- 16 maggio - Jardel Nazaré, ex calciatore saotomense
- 16 maggio - Fazlay Rabbi, calciatore bangladese
- 17 maggio - Jordan Bouah, giocatore di football americano italiano
- 17 maggio - Hayley Carter, tennista statunitense
- 17 maggio - Mameli, cantautore italiano
- 17 maggio - Hannah Dodd, attrice e modella britannica
- 17 maggio - Eduardo Henrique da Silva, calciatore brasiliano
- 17 maggio - Austin Ekeler, giocatore di football americano statunitense
- 17 maggio - Stian Gregersen, calciatore norvegese
- 17 maggio - Orest Kuzyk, calciatore ucraino
- 17 maggio - Taylor McKeown, nuotatrice australiana
- 17 maggio - Dor Peretz, calciatore israeliano
- 17 maggio - Amanal Petros, mezzofondista tedesco
- 17 maggio - Salva Ruiz, calciatore spagnolo
- 17 maggio - Nick Scott, giocatore di football americano statunitense
- 17 maggio - Dmitrij Strachov, ex ciclista su strada russo
- 17 maggio - Mattia Variola, bobbista italiano
- 17 maggio - Nikola Šipčić, calciatore montenegrino
- 18 maggio - Mario Barrios, pugile statunitense
- 18 maggio - Anouk Bessy, ex sciatrice alpina francese
- 18 maggio - Kyle Dagostino, pallavolista statunitense
- 18 maggio - Jules Danilo, pilota motociclistico francese
- 18 maggio - Berk Demir, cestista turco
- 18 maggio - Kimmy Granger, attrice pornografica statunitense
- 18 maggio - Chris Hamilton, ciclista su strada australiano
- 18 maggio - Odeni George, calciatore nigeriano
- 18 maggio - Marco Lazzaroni, rugbista a 15 italiano
- 18 maggio - Thalles, calciatore brasiliano († 2019)
- 18 maggio - Calvin Morgan, calciatore anguillano
- 18 maggio - Jáder Obrian, calciatore colombiano
- 18 maggio - Asia Ortega, attrice, ballerina e modella spagnola
- 18 maggio - Zurab Očihava, ex calciatore ucraino
- 18 maggio - Martin Rasner, calciatore austriaco
- 18 maggio - Tobias Salquist, calciatore danese
- 18 maggio - Niklas Sandberg, calciatore norvegese
- 18 maggio - Ekaterina Seleznëva, ginnasta russa
- 18 maggio - Ali Shabani, lottatore iraniano
- 18 maggio - Clare Shine, ex calciatrice irlandese
- 18 maggio - Craig Sibbald, calciatore scozzese
- 18 maggio - Luis Sosa, pallavolista cubano
- 18 maggio - Iker Undabarrena, calciatore spagnolo
- 18 maggio - Shatori Walker-Kimbrough, cestista statunitense
- 19 maggio - Jasir Asani, calciatore albanese
- 19 maggio - Hovhannes Gabuzjan, scacchista armeno
- 19 maggio - Yahya Hassan, poeta e politico danese († 2020)
- 19 maggio - Aleksandar Isaevski, calciatore macedone
- 19 maggio - Álvaro Jiménez, calciatore spagnolo
- 19 maggio - Robert Kakeeto, calciatore ugandese
- 19 maggio - Bruno Henrique Lopes, calciatore brasiliano
- 19 maggio - Margarita Martínez, pallavolista colombiana
- 19 maggio - Trent Sieg, giocatore di football americano statunitense
- 19 maggio - Deajah Stevens, velocista statunitense
- 19 maggio - Eero Tamminen, calciatore finlandese
- 19 maggio - Silvana Čauševa, pallavolista bulgara
- 20 maggio - Hayrullah Bilazer, calciatore turco
- 20 maggio - Svenn Crone, calciatore danese
- 20 maggio - Damien Inglis, cestista francese
- 20 maggio - Miguel Jacquet, calciatore paraguaiano
- 20 maggio - Vjačeslav Karavaev, calciatore russo
- 20 maggio - Ernest Ngeno, maratoneta keniota
- 20 maggio - Paweł Dawidowicz, calciatore polacco
- 21 maggio - Filippo Costa, calciatore italiano
- 21 maggio - Aitor Córdoba, calciatore spagnolo
- 21 maggio - Hannah Einbinder, attrice e comica statunitense
- 21 maggio - Costanza Esperti, calciatrice italiana
- 21 maggio - Judivan, calciatore brasiliano
- 21 maggio - Abdullah Ghanem, calciatore emiratino
- 21 maggio - Jarryd Hughes, snowboarder australiano
- 21 maggio - Danas Rapšys, nuotatore lituano
- 21 maggio - Zain Retherford, lottatore statunitense
- 21 maggio - Iago Sampaio Silva, calciatore brasiliano
- 21 maggio - Shō Tsuboi, pilota automobilistico giapponese
- 22 maggio - İsmet Akpınar, cestista tedesco
- 22 maggio - Rafael Arace, calciatore venezuelano
- 22 maggio - Dylan Bahamboula, calciatore francese
- 22 maggio - Szilárd Benke, cestista ungherese
- 22 maggio - Lucy Bryan, astista britannica
- 22 maggio - Fred Friday, calciatore nigeriano
- 22 maggio - Paul Gerstgraser, combinatista nordico austriaco
- 22 maggio - Yadira Guevara-Prip, attrice statunitense
- 22 maggio - Vedran Kjosevski, calciatore bosniaco
- 22 maggio - Marko Matić, pallavolista bosniaco
- 22 maggio - Bruno da Mota Miranda, calciatore brasiliano
- 22 maggio - Johnathan Williams, cestista statunitense
- 22 maggio - Reiko Zech, pallanuotista tedesco
- 22 maggio - Ana Zimšek, ex sciatrice alpina slovena
- 23 maggio - Tyus Bowser, giocatore di football americano statunitense
- 23 maggio - Joseph Choong, pentatleta britannico
- 23 maggio - Eve, cantautore giapponese
- 23 maggio - Jillian Janson, attrice pornografica statunitense
- 23 maggio - Younès Kaabouni, calciatore francese
- 23 maggio - Maksym Krypak, nuotatore ucraino
- 23 maggio - Federica Palumbo, multiplista italiana
- 23 maggio - Lorenzo Rota, ciclista su strada italiano
- 23 maggio - Jonathan Stark, cestista statunitense
- 23 maggio - Gudrun Stock, ex pistard e ciclista su strada tedesca
- 23 maggio - Joan Verdú, sciatore alpino andorrano
- 24 maggio - Chidobe Awuzie, giocatore di football americano statunitense
- 24 maggio - Martina Battocchio, ex calciatrice italiana
- 24 maggio - Orinho, calciatore brasiliano
- 24 maggio - Federico Campaiola, doppiatore italiano
- 24 maggio - Branimir Cipetić, calciatore bosniaco
- 24 maggio - Giuseppe Venceslao del Liechtenstein, principe liechtensteinese
- 24 maggio - Nelson Insfrán, calciatore argentino
- 24 maggio - Lucas Marques de Oliveira, calciatore brasiliano
- 24 maggio - Dominique Pegg, ex ginnasta canadese
- 24 maggio - Ivan Petunin, rapper e attivista russo († 2022)
- 24 maggio - Kiiara, cantante e cantautrice statunitense
- 24 maggio - Rodrigo de Oliveira Ramos, calciatore brasiliano
- 24 maggio - Aleksander Śliwka, pallavolista polacco
- 25 maggio - Jamie Allen, calciatore montserratiano
- 25 maggio - Francesca Calò, calciatrice svizzera
- 25 maggio - Diego Carrasco, calciatore cileno
- 25 maggio - Agustín Doffo, calciatore argentino
- 25 maggio - Kingsley Ehizibue, calciatore olandese
- 25 maggio - Bryan García, calciatore nicaraguense
- 25 maggio - José Luis Gayà, calciatore spagnolo
- 25 maggio - Jesse González, calciatore statunitense
- 25 maggio - Aleksej Gricaenko, calciatore russo
- 25 maggio - Madeline Groves, nuotatrice australiana
- 25 maggio - Antonio Ivančić, calciatore croato
- 25 maggio - Michael King, giocatore di baseball statunitense
- 25 maggio - Naomi Mégroz, calciatrice svizzera
- 25 maggio - Brandon Perea, attore statunitense
- 25 maggio - Daniel Philimon, velocista vanuatuano
- 25 maggio - Dmitrij Volkov, pallavolista russo
- 25 maggio - Aníbal Álvarez, calciatore cubano
- 26 maggio - Dmytro Bilonoh, calciatore ucraino
- 26 maggio - Marta Cardona, calciatrice spagnola
- 26 maggio - Nicky Evrard, calciatrice belga
- 26 maggio - Nicole Fossa Huergo, tennista italiana
- 26 maggio - Sergi González, calciatore spagnolo
- 26 maggio - Youssef Obama, calciatore egiziano
- 26 maggio - Daniela Klotz, hockeista su ghiaccio italiana
- 26 maggio - Efrén Llarena, pilota di rally spagnolo
- 26 maggio - Morgan Megarry, ex sciatore alpino canadese
- 26 maggio - Juan Otero, calciatore colombiano
- 26 maggio - Filip Piszczek, calciatore polacco
- 26 maggio - Sávio Antônio Alves, calciatore brasiliano
- 26 maggio - Kenan Sipahi, cestista turco
- 26 maggio - Georgij Tigiev, ex calciatore russo
- 26 maggio - Burak Yörük, attore turco
- 27 maggio - Evelina, cantante finlandese
- 27 maggio - Alicia González, ciclista su strada e ciclocrossista spagnola
- 27 maggio - Robert Johnson, cestista statunitense
- 27 maggio - Miroslav Lobancev, calciatore russo
- 27 maggio - Jeroen Lumu, calciatore olandese
- 27 maggio - Yoan Moncada, giocatore di baseball cubano
- 27 maggio - Chris Odoi-Atsem, ex calciatore statunitense
- 27 maggio - Marcelo Pereira, calciatore honduregno
- 27 maggio - Jamal Salim, calciatore ugandese
- 27 maggio - Marius Wolf, calciatore tedesco
- 28 maggio - Riccardo Vito Abbrescia, lottatore italiano
- 28 maggio - Héctor Carretero, ex ciclista su strada spagnolo
- 28 maggio - John Fennell, slittinista canadese
- 28 maggio - Lukas Gage, attore e sceneggiatore statunitense
- 28 maggio - Gustav Jarl, ex calciatore svedese
- 28 maggio - Jacob Kogan, attore statunitense
- 28 maggio - Divine Lunga, calciatore zimbabwese
- 28 maggio - Derrick Mensah, calciatore ghanese
- 28 maggio - Mamadou N'Diaye, calciatore senegalese
- 28 maggio - Emmanuel Omogbo, cestista nigeriano
- 28 maggio - Keanu Pinder, cestista australiano
- 28 maggio - Denis Pjeshka, calciatore albanese
- 28 maggio - Leticia Romero, cestista spagnola
- 28 maggio - Camilla Rosatello, tennista italiana
- 28 maggio - Cecil Williams, cestista statunitense
- 29 maggio - Rajbek Bisultanov, lottatore danese
- 29 maggio - Dženan Bureković, calciatore bosniaco
- 29 maggio - Larry Bwalya, calciatore zambiano
- 29 maggio - Dmitrij Danilenko, schermidore russo
- 29 maggio - José Escalante, ex calciatore honduregno
- 29 maggio - Craig Halkett, calciatore scozzese
- 29 maggio - Ghoutia Karchouni, calciatrice algerina
- 29 maggio - Kim Si-on, cestista sudcoreana
- 29 maggio - Brice Loubet, pentatleta francese
- 29 maggio - Lautaro Palacios, calciatore argentino
- 29 maggio - Nicolas Pépé, calciatore ivoriano
- 29 maggio - Lewis Sullivan, cestista statunitense
- 29 maggio - Ruan Gregório Teixeira, calciatore brasiliano
- 29 maggio - Kelebek, cantante australiana
- 29 maggio - Tai Webster, cestista neozelandese
- 30 maggio - Kristian Aasvold, ex ciclista su strada norvegese
- 30 maggio - Enrique Javier Borja, calciatore paraguaiano
- 30 maggio - Aaron Caneva, lottatore italiano
- 30 maggio - Madisyn Cox, nuotatrice statunitense
- 30 maggio - Rodrigo De Ciancio, calciatore argentino
- 30 maggio - Lindsay De Vylder, pistard e ciclista su strada belga
- 30 maggio - Baha' Faisal, calciatore giordano
- 30 maggio - Jonah Hauer-King, attore britannico
- 30 maggio - Arna Ýr Jónsdóttir, modella e ex astista islandese
- 30 maggio - Oleg Kožemjakin, calciatore russo
- 30 maggio - Dhiya Mahjoub, calciatore sudanese
- 30 maggio - Chiara Mormile, schermitrice italiana
- 30 maggio - Antonio Porcino, calciatore italiano
- 30 maggio - Rodin Quiñónes, calciatore colombiano
- 30 maggio - Lukáš Rohan, canoista ceco
- 30 maggio - Kingsley Sokari, calciatore nigeriano
- 30 maggio - Ivana Vanjak, pallavolista tedesca
- 30 maggio - Francesca Villani, pallavolista italiana
- 30 maggio - Akim Zedadka, calciatore algerino
- 31 maggio - Alberto Agostini, pallanuotista italiano
- 31 maggio - Kōki Anzai, calciatore giapponese
- 31 maggio - Shane Bieber, giocatore di baseball statunitense
- 31 maggio - Janina Fautz, attrice tedesca
- 31 maggio - Adrien Fourmaux, pilota di rally francese
- 31 maggio - Lonnie Johnson Jr., giocatore di football americano statunitense
- 31 maggio - Marko Kolar, calciatore croato
- 31 maggio - Lucas Kozeniesky, tiratore a segno statunitense
- 31 maggio - Mahmoud Abu Warda, calciatore palestinese
- 31 maggio - Alex Matos, calciatore macaense
- 31 maggio - Donald Mëllugja, calciatore albanese
- 31 maggio - Johannes Nussbaum, attore austriaco
- 31 maggio - Andreas Panagiōtou, calciatore cipriota
- 31 maggio - Artiom Puntus, ex calciatore moldavo
- 31 maggio - Michal Schlegel, ciclista su strada ceco
- 31 maggio - Myrto Uzuni, calciatore albanese
- 31 maggio - Luca Vencato, cestista italiano
- 31 maggio - Spencer Weisz, cestista statunitense